# Parornix subfinitimella
Parornix subfinitimella är en fjärilsart som beskrevs av Kuznetzov 1956. Parornix subfinitimella ingår i släktet Parornix och familjen styltmalar.
Artens utbredningsområde är Turkmenistan. Inga underarter finns listade i Catalogue of Life.